# 26013 Amandalonzo
26013 Amandalonzo este un asteroid din centura principală de asteroizi.

## Descriere
26013 Amandalonzo este un asteroid din centura principală de asteroizi. A fost descoperit pe 24 martie 2001 la Socorro, New Mexico, în cadrul proiectului LINEAR. Asteroidul prezintă o orbită caracterizată de o semiaxă mare de 2,20 ua, o excentricitate de 0,16 și o înclinație de 4,3° în raport cu ecliptica.